# 西名阪自動車道
西名阪自動車道（日语：／ Nishimeihan jidōshadō */?）是從大阪府松原市道奈良縣天理市的高速公路（高速自動車國道）。略稱為西名阪道（日语：／ Nishi Meihandō */?）、西名阪（日语：／ Nishi Meihan */?）。
高速公路編號與名阪國道被共同編為 E25。

## 概要
1969年（昭和44年）3月全線通車。國土開發幹線自動車道的預定路線名為近畿自動車道名古屋大阪線，高速自動車國道的路線名為近畿自動車道天理吹田線，相當於名古屋 - 大阪間的部分路段。
奈良縣內唯一的高速自動車國道。通車以來皆為收費，當初的4年間為一般國道25號的繞道。
與連接的名阪國道和東名阪自動車道共同具有名神高速公路的繞道功能。與名神高速公路相比，本道路是通行名古屋 - 大阪間（特別是中央大通以南的府内一帶）的最短經路，通行費也較便宜。儘管名阪國道的線形不佳，仍然是大貨車常常行經的路線。
另外，東名阪自動車道、名阪國道與伊勢灣岸自動車道、新名神高速公路可共同在名神高速公路因大雪而暫停通行之際，發揮前往京阪神地區替代路線的機能。

## 交流道

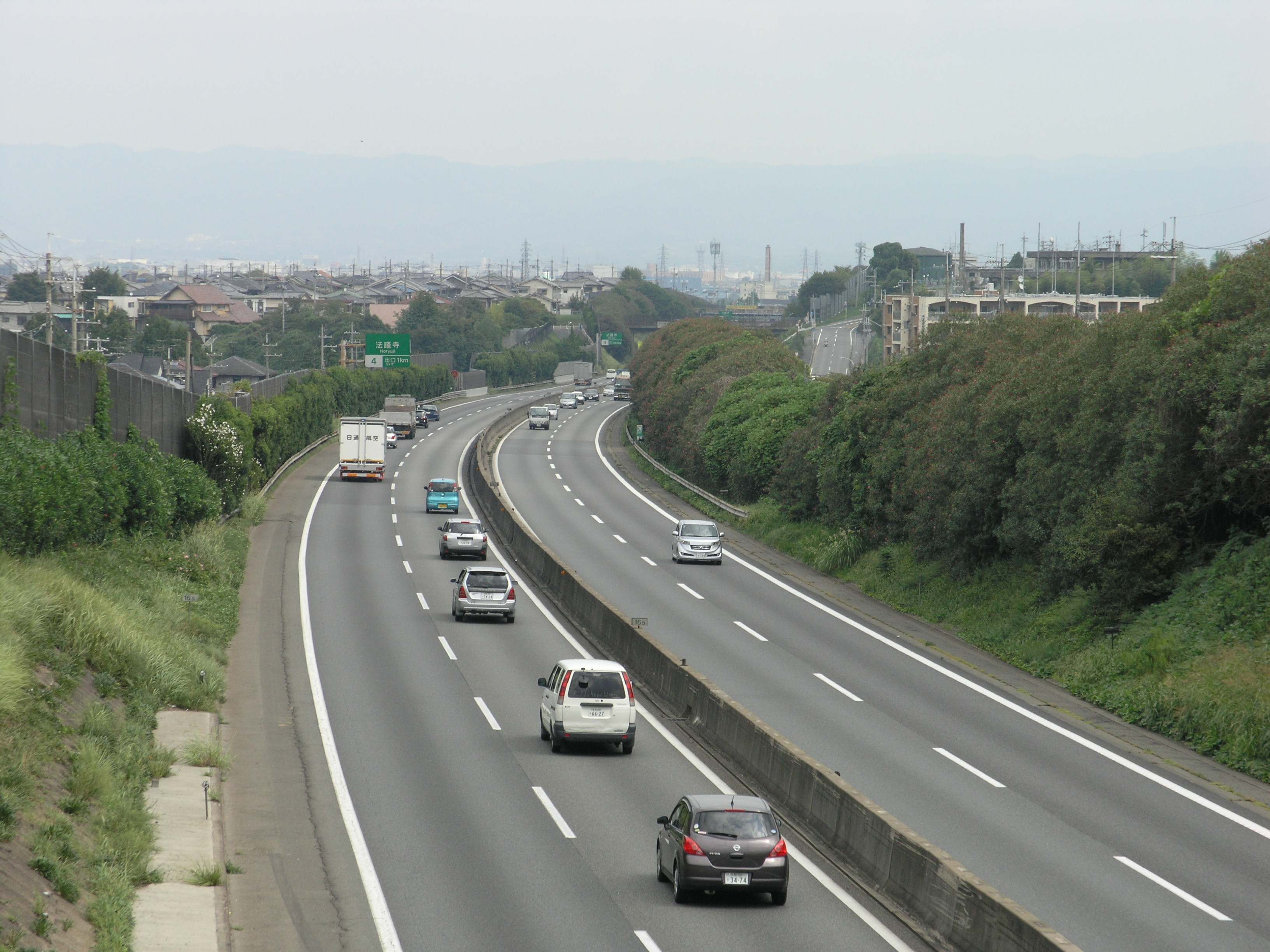
望向法隆寺交流道方向

- 交流道（IC）編號欄的背景色為■顯示該部分道路已經啟用。設施欄的背景色為■顯示路段未啟用或休止的設施。未開通路段的名稱皆為臨時名稱。
- 智慧交流道（日语：スマートインターチェンジ）（SIC）的背景色為■。
- JCT為公路分岔點（日语：ジャンクション (道路)）的簡寫，IC為交流道的簡寫，SA為服務區的簡寫，PA為停車區（日语：パーキングエリア）的簡寫，TB為公路收費站的簡寫。

| 交流道編號         | 中文設施名       | 日文設施名 | 英文設施名 | 接續路線名                        | 起點起計 距離 （公里）      | 巴士站                  | 備註                          | 所在地                                         | 所在地          | 所在地 |
| ------------------ | ---------------- | ---------- | ---------- | --------------------------------- | --------------------------- | ----------------------- | ----------------------------- | ---------------------------------------------- | --------------- | ------ |
| 阪神高速14號松原線 |                  |            |            |                                   |                             |                         |                               |                                                |                 |        |
| 10                 | 松原JCT          |            |            | E26 近畿自動車道 E26 阪和自動車道 | 0.0                         |                         |                               | 大阪府                                         | 松原市          |        |
| -                  | 松原公路收費站   |            |            |                                   | 1.4                         |                         | 只限天理方向                  | 大阪府                                         | 藤井寺市        |        |
| 1                  | 藤井寺IC         |            |            | 大阪府道·奈良縣道12號堺大和高田線 | 3.1                         |                         |                               | 大阪府                                         | 藤井寺市        |        |
| -                  | 柏原公路收費站   |            |            |                                   | 7.6                         |                         | 只限大阪方向                  | 大阪府                                         | 柏原市          |        |
| 2                  | 柏原IC           |            |            | 國道165號                         | 8.1                         |                         | 只限大阪方向出入口            | 大阪府                                         | 柏原市          |        |
| -                  | 柏原隧道         |            |            |                                   | ↓                           |                         | 上行線 142公尺 下行線 145公尺 | 大阪府                                         | 柏原市          |        |
| -                  | 田尻隧道         |            |            |                                   | ↓                           |                         | 上行線 292公尺 下行線 287公尺 | 大阪府                                         | 柏原市          |        |
| -                  | 田尻隧道         | 奈良縣     | 香芝市     |                                   | ↓                           |                         | 上行線 292公尺 下行線 287公尺 |                                                |                 |        |
| -                  | 香芝SA           | 奈良縣     | 香芝市     |                                   |                             |                         | 11.5                          |                                                |                 |        |
| 3                  | 香芝IC           | 奈良縣     | 香芝市     |                                   |                             | 奈良縣道54號香芝Inter線 | 12.6                          |                                                |                 |        |
| 4                  | 法隆寺IC         | 奈良縣     |            |                                   | 奈良縣道5號大和高田斑鳩線   | 18.0                    |                               |                                                | 北葛城郡 河合町 |        |
| 4-1                | 大和Mahoroba SIC | 奈良縣     |            |                                   | 奈良縣道108號大和郡山廣陵線 | 21.2                    |                               | 本線直結型 天理方向出入口無搭載ETC車輛亦可使用 | 生駒郡 安堵町   |        |
| 4-2                | 郡山下道JCT      | 奈良縣     |            |                                   | E24 京奈和自動車道          | 23.4                    |                               |                                                | 大和郡山市      |        |
| 5                  | 郡山IC           | 奈良縣     |            |                                   | 國道24號                    | 24.3                    |                               |                                                | 大和郡山市      |        |
| -                  | 天理TB/PA        | 奈良縣     |            |                                   |                             | 25.3                    |                               |                                                | 大和郡山市      |        |
| 6                  | 天理IC           | 奈良縣     |            |                                   | 國道169號                   | 27.2                    |                               |                                                | 天理市          |        |
| E25 名阪國道       |                  |            |            |                                   |                             |                         |                               |                                                |                 |        |

## 歷史
- 1969年（昭和44年）3月21日 : 日本道路公團管理的一般收費道路「西名阪道路」（一般國道25號）舊松原交流道（松原系統交流道） - 天理交流道間通車。
- 1973年（昭和48年）4月1日 : 以西名阪自動車道名義昇格編入高速自動車國道。
- 1980年（昭和55年）3月1日 : 與阪神高速14號松原線於松原交流道連接（但通車當時，松原交流道僅與阪神高速和西名阪道直接連接）。
- 1981年（昭和56年）：因應通行費收取的簡單化，從距離制收費改成區間別均一收費（松原 - 香芝交流道間・香芝 - 天理交流道間）。
- 1988年（昭和63年）3月17日 : 近畿自動車道 全線通車並與本道路連接，同時舊松原交流道改為松原系統交流道。
- 1999年（平成11年）4月 : 為緩和松原收費站附近經常性的交通堵塞，往大阪方向行車線的通行費徵收業務移轉至新設置的柏原收費站（松原收費站改為往名古屋方向行車線專用）。
- 2012年（平成24年）7月4日 : 大和真秀場智慧型交流道（名古屋方向入口、大阪方向出口） 啟用。
- 2014年（平成26年）3月23日 : 大和真秀場智慧型交流道（名古屋方向出口、大阪方向入口） 啟用[1]。
- 2015年（平成27年）3月22日 : 郡山下道系統交流道通車，與京奈和自動車道連接。

## 路線狀況

### 道路照明
道路照明燈設置於松原系統交流道 - 香芝交流道之間。

### 車道與速限
| 區間                        | 車道 上下線=上行線+下行線 | 速限    | 備考 |
| --------------------------- | ------------------------- | ------- | ---- |
| 松原系統交流道 - 柏原交流道 | 6=3+3                     | 80 km/h |      |
| 柏原交流道 - 香芝服務區     | 4=2+2                     | 80 km/h |      |
| 香芝服務區 - 香芝交流道     | 4=2+2                     | 80 km/h | ※1   |
| 香芝交流道 - 天理交流道     | 4=2+2                     | 80 km/h |      |

- ※1：下行線設有爬坡車道

### 道路設施

#### 服務區、停車區
西名阪自動車道設有香芝服務區 與天理停車區 等兩處休憩設施。由於交通量龐大，上述休憩施設皆設有24小時營業的商店。

#### 隧道數
| 區間                        | 上行線 | 下行線 |
| --------------------------- | ------ | ------ |
| 松原系統交流道 - 柏原交流道 | 0      | 0      |
| 柏原交流道 - 香芝服務區     | 2      | 2      |
| 香芝服務區 - 天理交流道     | 0      | 0      |
| 合計                        | 2      | 2      |

### 道路管理者
- NEXCO西日本 關西支社
  - 南大阪高速公路事務所 : 全線

### 公路廣播
- 香芝（柏原交流道 - 香芝交流道）

### 所管警察
- 大阪府警察
  - 高速公路交通警察隊西名阪藤井寺分駐所 : 松原系統交流道～大阪府・奈良縣交界
- 奈良縣警察
  - 高速公路交通警察隊 : 大阪府・奈良縣交界～天理交流道

### 交通量
24小時交通量（台）　道路交通調查
| 區間                                        | 平成17（2005）年度 | 平成22（2010）年度 | 平成27（2015）年度 |
| ------------------------------------------- | ------------------ | ------------------ | ------------------ |
| 松原系統交流道 - 藤井寺交流道               | 87,454             | 77,483             | 79,380             |
| 藤井寺交流道 - 柏原交流道                   | 89,037             | 79,096             | 74,809             |
| 柏原交流道 - 香芝交流道                     | 81,106             | 63,901             | 61,536             |
| 香芝交流道 - 法隆寺交流道                   | 67,722             | 52,046             | 53,604             |
| 法隆寺交流道 - 大和真秀場智慧型交流道       | 64,193             | 48,555             | 52,107             |
| 大和真秀場智慧型交流道 - 郡山下道系統交流道 | 64,193             | 48,555             | 50,333             |
| 郡山下道系統交流道 - 郡山交流道             | 64,193             | 48,555             | 50,333             |
| 郡山交流道 - 天理交流道                     | 48,920             | 38,663             | 41,291             |

（來源：「平成22年度道路交通調查（页面存档备份，存于）」・「平成27年度全國道路・街路交通情勢調査（页面存档备份，存于）」（自國土交通省網頁摘取資料作成）
2002年日平均交通量（總交通量）
松原系統交流道 - 香芝交流道 : 109,779台 （前年度比 99.2%）
香芝交流道 - 天理交流道 : 73,926台 （前年度比 99.7%）
通行費收入
年間 : 24,571,381千圓 （前年度比 99.1%）
日平均 : 67,319千圓
（取自2003年度 JH年報）
此外，新名神高速公路通車後減少了本道路的若干交通量。

### 通行費
- 天理交流道 - 香芝交流道 : 均一制
- 香芝交流道 - 近畿自動車道 松原交流道・長原交流道 : 均一制

兩區間皆採用均一收費制。各區間通行費相同如下所列。若行駛超過香芝交流道需支付兩次通行費。
- 輕自動車等 : 310圓
- 普通車 : 410圓
- 中型車 : 410圓
- 大型車 : 570圓
- 特大車 : 930圓

僅在下列路段使用ETC無線通行時，可適用折扣通行費。
- 天理交流道 - 郡山下道系統交流道 (普通車 260圓)
- 郡山下道系統交流道 - 大和真秀場智慧型交流道 (普通車 250圓)

郡山交流道與郡山下道系統交流道緊鄰，但是自郡山交流道出入無法獲得折扣。郡山下道系統僅與京奈和道連接，若要從一般道路出入必須利用三宅交流道或橿原北交流道。

## 地理

### 通過自治體
- 大阪府
松原市 - 藤井寺市 - 羽曳野市 - 柏原市 - 羽曳野市 - 柏原市 -
- 奈良縣
香芝市 - 北葛城郡上牧町 - 北葛城郡河合町 - 生駒郡安堵町 - 大和郡山市 - 生駒郡安堵町 - 大和郡山市 - 天理市

### 連接高速公路
- E25 名阪國道（於天理收費站直接連結）
- E24 京奈和自動車道（於郡山下道系統交流道連接）
- 阪神高速14號松原線（於松原系統交流道直接連結）
- E26 近畿自動車道（於松原系統交流道連接）
- E26 阪和自動車道（於松原系統交流道連接）

## 相關項目
- 近畿地方道路列表
- 日本高速公路列表

## 外部連結
- 西日本高速道路株式會社（页面存档备份，存于）